# Longipalpus shigarorogi
Longipalpus shigarorogi là một loài bọ cánh cứng trong họ Cerambycidae.